# Amerigo. Die Geschichte eines historischen Irrtums

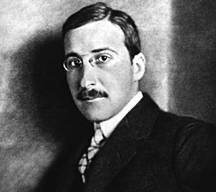
Stefan Zweig (ca. 1912)

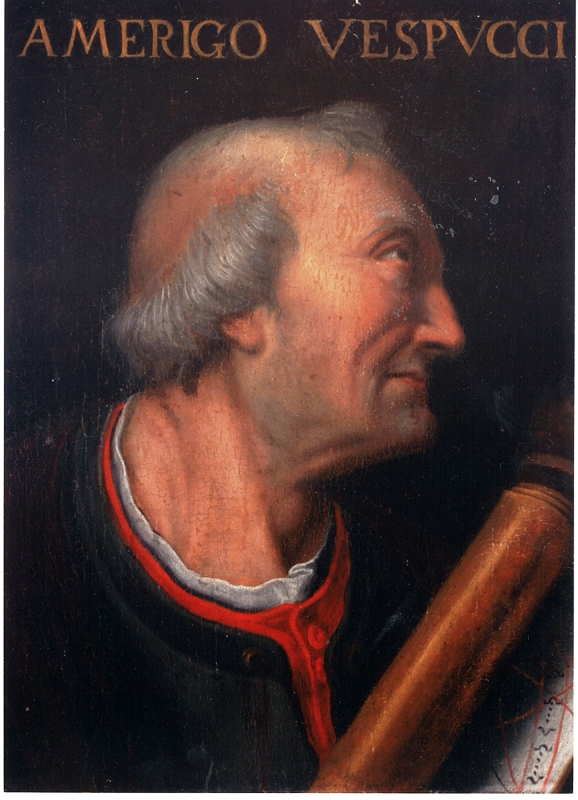
Amerigo Vespucci

Amerigo. Die Geschichte eines historischen Irrtums ist ein 1941 entstandenes Essay Stefan Zweigs über die Frage, warum Amerika nach Amerigo Vespucci und nicht nach dem eigentlichen Entdecker Christopher Kolumbus benannt ist.

## Hintergrund
Zweig verfasste diese „kleine Studie zur Vespucci-Frage“ (englisch little study on the Vespucci question), wie er sie selbst nannte, im Frühjahr 1941. Er befand sich in dieser Zeit im Exil; er war als Jude vor dem Nationalsozialismus geflohen. Möglich ist, dass er mit dieser Studie den amerikanischen Buchmarkt für sich gewinnen wollte. Seine Recherche hatte er primär in der Bibliothek der Yale University vorgenommen. Oft wird Amerigo als Beiwerk zum etwa zeitgleich entstandenen Brasilien. Ein Land der Zukunft verstanden. Amerigo erschien 1942 in englischer Übersetzung als Serie in der US-amerikanischen Zeitschrift Blue Book unter dem Titel The Mystery of America’s Godfather (zu Deutsch etwa: Das Mysterium rund um den Paten Amerikas) und daraufhin in Buchform unter dem Titel Amerigo. A Comedy of Errors in History (zu Deutsch etwa: Amerigo. Eine historische Komödie der Irrungen). Das deutsche Original wurde erst 1944 postum in Stockholm veröffentlicht.

## Inhalt
Zweig stellt in Amerigo die Frage, warum Amerika nicht nach dem Entdecker Kolumbus, sondern nach dessen Kollegen Vespucci benannt wurde. Nachdem er einleitend mögliche Erklärungsansätze wie die Leistungen Vespuccis ablehnt, führt er die verworrene, von Missverständnissen durchzogene Geschichte der Namensgebung aus. Zweig beginnt mit der Entdeckung Amerikas 1492 durch Kolumbus, die er als ein Sieg des kühnen Seefahrers über den scholastischen Gelehrten darstellt, als die „entscheidende Tat des Jahrhunderts“. Allerdings erkannte erst Vespucci in seiner Schrift Mundus Novus, dass es sich bei der von Kolumbus entdeckten Landmasse um einen neuen Kontinent, eine „Neue Welt“ handle. Verbreitung gefunden habe der Brief durch Vespuccis Erzählvermögen. Entscheidend für die moderne Namensgebung sei nun die Entscheidung des deutschen Kartographen Martin Waldseemüller gewesen, den neuen Kontinent auf seiner so genannten Waldseemüller-Karte nach Vespucci zu benennen; Zweig zufolge, weil Vespuccis Interpretation ihm als Gelehrten mehr gegolten habe als Kolumbus’ tatsächliche Entdeckung. Zweig schließt mit der Feststellung, dass Vespucci ein mittelmäßiger Charakter gewesen sei, der erst durch Irrungen und Wirrungen zu Ruhm gekommen sei. Vor den Vorwürfen, er habe sich seinen Ruhm durch Betrügerei erstritten, nimmt Zweig Vespucci in Schutz.

## Rezeption und Forschung
Das Essay wurde von der Forschung größtenteils ignoriert. Tobias Krüger (2014, 2018) hebt zunächst die Unterschiede zwischen dem Amerigo und Zweigs anderen Biographien hervor. Der Titelcharakter tritt kaum als handelnde Figur auf, stattdessen rückt er hinter den um sich rankenden Gelehrtenstreit. Des Weiteren weist er in Zweigs Studie einen Gegensatz zwischen der Tat (Kolumbus) und der Deutung (Vespucci) aus. Dabei vergleiche er sich, der historische Irrtümer korrigiert, implizit mit Vespucci, der geografische Irrtümer korrigierte. Maria de Fátima Gil (2010) stellt Amerigo in eine Reihe mit Magellan. Der Mann und seine Tat und Flucht in die Unsterblichkeit, in denen sich Zweig ebenfalls mit dem Zeitalter der Entdeckungen auseinandersetzt.